# 山形県立山形東高等学校
山形県立山形東高等学校（やまがたけんりつ やまがたひがしこうとうがっこう、英: Yamagata Prefectural Yamagata East High School）は、山形県山形市緑町に所在する県立高等学校。
通称は「山東」（やまとう）、「山形東」（やまがたひがし）、山形市近辺では「東高」（ひがしこう）とも呼ばれている。

## 概要
歴史
1884年（明治17年）に山形県師範学校から独立の上創立された「山形県中学校」（旧制中学校）を前身とする。1948年（昭和23年）の学制改革によって新制高等学校となった。当初は男子校であったが、1950年（昭和25年）から男女共学を開始した。2014年（平成26年）に創立130周年を迎えた。
設置課程・学科
全日制課程 普通科　1学年4クラス編成 160名、探究科 1学年2クラス編成 80名
校訓
「文武両道・質實剛健・自學自習」
校歌
「羽前の三山」。作詞は土井晩翠、作曲は中田章による。創立40周年を記念して制定された。
また校歌とは別に、祝典歌、応援歌、遠征歌もある。
教育課程
授業は65分で行われる（1958年（昭和33年）から実施）。2003年度（平成15年度）入学生から1クラス減の一学年6クラス編成の240名となった。また、同じく2003年度より従来の3学期制から、前期（4～9月）・後期（10～3月）の2学期制へと移行した。但し前期・後期間の秋季休業等は設けられておらず、3学期制をとる学校と長期休業期間はほぼ同じである。2018年度入学生から普通科に加え、新たに探究科を設置。普通科が一学年4クラス編成160名、探究科が2クラス編成80名となっている。2年次に普通科は文系・理系を、探究科は国際探究科・理数探究科をそれぞれ選択する。
校舎
現在の校舎及び千歳園山東講堂は、創立100周年時に記念事業として竣工した。

## 沿革
前史
- 1882年（明治15年）2月 - 「山形県師範学校内に中学科が設置され、「山形県師範学校中学師範学予備科」と称する。

旧制中学校時代
- 1884年（明治17年）10月 - 山形県師範学校から中学科が分離し、「山形県中学校」として独立。（創立年）
- 1886年（明治19年）9月 - 中学校令の施行により、「山形県尋常中学校」に改称。
- 1900年（明治33年）
  - 3月1日 - 新庄分校を設置。
  - 4月1日 - 中学校令の改正により、「山形県立山形中学校」と改称。
- 1902年（明治35年）4月1日 - 新庄分校が分離し、山形県立新荘中学校として独立。
- 1911年（明治44年）5月 - 山形市北大火により、校舎が全焼。
- 1912年（明治45年／大正元年）- 校舎を再建。
- 1930年（昭和 5年）8月 - 初代プールが完成。[1]
- 1936年（昭和11年）8月 - 第22回全国中等学校優勝野球大会（夏の甲子園大会の前身）に初出場。
- 1943年（昭和18年）4月1日 - 中等学校令の施行により、この時の入学生から修業年限が4年となる。山形県立山形夜間中学校を統合し、夜間課程とする。
- 1944年（昭和19年）
  - 2月 - 本校舎が全焼。
  - この年 - 勤労動員が開始。
- 1945年（昭和20年）
  - 3月 - 教育ニ関スル戦時非常措置方策の修業年限4年施行前倒しにより、5年生と4年生の合同卒業式を挙行。
    - 本来、修業年限4年が施行されるのは中等学校令が施行された1943年（昭和18年）4月に入学した生徒が4年を修了する1947年（昭和22年）3月であったが、戦況の悪化により中等学校令施行前の1941年（昭和16年）以降に入学した生徒にも修業年限4年が適用されることになった。これにより、1940年（昭和15年）入学の5年生と1941年（昭和16年）入学の4年生の合同卒業式が行われた。

  - 4月1日 - 学校での授業を停止。ただし勤労動員は継続。
  - 8月 - 終戦。
  - 9月 - 授業を再開。
- 1946年（昭和21年）
  - 4月1日 - 修業年限が5年となる（ただし4年修了時点で卒業することもできた）。
  - 7月 - 学校復興促進委員会が結成され、校舎の再建が協議される。
- 1947年（昭和22年）4月1日 - 学制改革（六・三制の実施）が行われる。
  - 旧制中学校の募集を停止。
  - 新制中学校を併設し（以下・併設中学校）、旧制中学校1・2年修了者を新制中学校2・3年生として収容。
  - 併設中学校は経過措置としてあくまで暫定的に設置されたため、新たに生徒募集は行われず、在校生が2・3年生のみの中学校であった。
  - 旧制中学校3・4年修了者はそのまま在籍し、4・5年生となった（ただし4年修了時点で卒業することもできた）。

新制高等学校
- 1948年（昭和23年）4月1日 - 学制改革（六・三・三制の実施）により、旧制中学校は廃止され、新制高等学校「山形県立山形第一高等学校[注釈 4]」（男子校）が発足。
  - 旧制中学校卒業者（5年修了者）を新制高校3年生、旧制中学校4年修了者を新制高校2年生、併設中学校卒業者（3年修了者）を新制高校1年生として収容。
  - 併設中学校を継承し（名称:山形県立山形第一高等学校併設中学校）、在校生が1946年（昭和21年）に旧制中学校へ最後に入学した3年生のみとなる。
  - 通常制普通課程（修業年限3年）を設置。定時制普通課程（夜間）と通信教育部を併置。
- 1949年（昭和24年）3月31日 - 併設中学校を廃止。
- 1950年（昭和25年）4月1日 - 高校三原則に基づく高校再編により、山形県立山形第五高等学校と統合され、「山形県立山形東高等学校」（現校名）が発足。
  - 旧・第一高等学校（旧制中学校）校舎を「東校舎」、旧・第五高等学校（高等女学校）校舎を「西校舎」とする。
  - 男女共学を開始。
- 1952年（昭和27年）4月 - 統合が解消され、山形県立山形北高等学校が分離独立。
- 1957年（昭和32年）2月13日 - 新校旗を制定。
- 1969年（昭和44年）8月 - 二代目プールが完成。[2]
- 1975年（昭和50年）6月25日 - 創立90周年を記念して武道館が完成。
- 1984年（昭和59年）
  - 9月29日 - 創立100周年を記念して山東講堂が完成。
  - 9月30日 - 創立100周年記念式典を挙行。
- 1985年（昭和60年）
  - 1月 - 第63回全国高等学校サッカー選手権大会に初出場。
  - 6月 - 三代目プール（現在使用されているもの）が完成。[3]
- 1987年（昭和62年）8月 - 全国高等学校クイズ選手権第7回大会で優勝。
- 1989年（平成元年）3月23日 - 奨学会が財団法人として認可される。
- 1990年（平成2年）5月26日 - 後援会が発足。
- 1997年（平成9年）4月13日 - 山形県立霞城学園高等学校の新設により定時制課程と通信制課程の募集を停止。
- 2000年（平成12年）3月31日 - 定時制課程と通信制課程を廃止。
- 2011年（平成23年）3月11日  - 東日本大震災により校舎一部被害、春期講習や終業式中止といった大きな影響が出た。
- 2018年（平成30年）4月 - 探究科を設置。
- 2019年（平成31年）2月7日 - 山形大学と教育連携に関する協定を結ぶ。
- 2020年（令和2年） - 新型コロナウイルス感染症の流行により、3月2日から5月25日まで臨時休校となるなど、大きな影響が出た。

## 施設設備
本校舎
口の字型に配置された3階建の建物を、南側の正面玄関から北側の普通教室棟に向かって2階建の中央廊下が南北に貫く形となっている。地形的な理由により生徒昇降口が本校舎1階よりも低い地階（地下ではない）にあり、生徒昇降口・グラウンド側から見ると4階分の高さがある。普通教室棟については、1階が1年教室、2階が2年教室、3階が3年教室となっている。3年教室については、2006年よりクーラーが設置され、1･2年教室にも2020年よりクーラーが取り付けられた。
また、2024年には創立140周年事業の一貫として正面玄関のロータリーが整備、舗装され、本校が現在地に移転された当時から設置されていた校門の門柱の老朽化による撤去、新設が行われた。
- 和風庭園 - 中央廊下東側。小川や池があり、学級の記念写真撮影場所となっている。
- 洋風庭園 - 中央廊下西側。
- ピロティ - 本校舎地階部分にある運動場である。

理科棟
本校舎の南側にある3階建の建物。1階が化学室、2階が生物室、3階が物理室となっていた。主に2,3年生と科学部が使用する。本校舎と1,2階部分を渡り廊下で接続されている。耐震設備の不足により理科棟設備は全て後述する向学棟へ移転し、現在は立ち入り禁止となっている。
向学棟
本校舎の南南西にある3階建の建物で、渡り廊下により向学棟3階と本校舎の2階部分がつながっている。かつては通信制の校舎であった。霞城学園高校の新設に伴い、同校から定時制・通信制が廃止され、霞城学園高は山形駅西口の霞城セントラルビルに校舎を設置したため、その後は社会科や平日講習等の授業場所、3年生の自習場所、文化部の部活動場所として利用されていた。またコンピュータルームを2003年に整備・運用開始し、情報の授業や総合学習の調査等で使用していた。高速インターネット・LANシステムを完備。
現在は理科棟の耐震設備不足に伴い、2016年度に理科棟より全ての設備を本棟に移転した。3階が物理室、生物室、生物職員室、2階が化学室、理科職員室、物理職員室、1階がエントランスなどとなっている。前述のコンピュータルームは本校舎3階へ移転した。主に2,3年が授業で、その他山東探究塾や探究部などが使用する。また本棟は千歳園山東会館と隣り合わせのため、昼食時に食堂を利用するための通路ともなっている。1階裏口は自転車置き場に繋がっており、裏口から外に出て学食のある山東会館へ向かう。
体育館
バレーボールコート4面分の広さを備える。地階部分は卓球場・トレーニングルームとなっている。
屋内練習場
野球部が屋内の練習場として利用している。
武道館
1階がフェンシング場、2階が柔道場、3階が剣道場となっている。
屋外50mプール
同校のすぐ北東に隣接してある山形工業高と共用である（授業時は山形工業高が屋内、同校が屋外プールを使用する。）。水球（山形工業高の部活動で利用）ができる仕様のため、両プール共水深が深い。
屋内25mプール
屋内プールも屋外プールと同じく山形工業高と共用である。両校のほか、地域の水球クラブも使用している。老朽化の影響で、2016年から2017年にかけて改修工事が実施された。
グラウンド
山形工業高との共用であったが、工業高校の新校舎建設にともない、工業高旧校舎の位置にグラウンドができたため現在は東高が単独で利用している。
- ハンドボールコート
- 弓道場
- テニスコート - 千歳園山東講堂隣に位置する。体育の授業で使用する。普段はテニス部、ソフトテニス部が利用している。

部室長屋
グラウンドの西側にある。多くの部が部室を持つ。
千歳園山東講堂
創立100周年記念として本校舎と共に竣工した。定員1,008名。各種儀式・集会の他、音楽演奏会、山東祭メイン会場、予餞会等幅広く利用されている。過去にはNHK交響楽団や山形交響楽団の演奏が同館で行われたことがある。普段は吹奏楽部が主に利用している。
千歳園山東会館
創立120周年記念として竣工した食堂付の合宿所。過去、食堂は存在していたが焼失してしまい、同校は山形市内で唯一食堂の無い高校であった。2004年に同館が完成し同年より運用開始となった。平日の昼に食堂が利用できる。
保安上の理由で撤去されていた自動販売機が、同館開館と共に内部に設置された（2003年までは武道館脇の屋外に設置されていた。2009年に武道館脇の屋外の自動販売機は再設置された）。なお、2024年より運営会社の事業撤退により食堂は廃止され、それに伴い自動販売機も撤去された。現在は部活動の校内合宿場所としてのみ利用されている。

## 年中行事
前期
- 新入生研修（4月上旬）

校内で行われるオリエンテーションと、蔵王で行われる一泊二日の入門合宿から成る。高校生活のガイダンスと集団形成を目的としている。後述の研修旅行の代わりに設置された。主にアイスブレーキングや各教科のオリエンテーションなどを行う。現在は新型コロナウイルスの影響で実施されていない。
- 東南定期戦（4月）

東南とは山形東高・山形南高の二校のことである。元来、上記二高校の体育部各部が試合を行い勝敗を競うものであったが、平成17年度より野球部、卓球部、剣道部の試合のみとなった。野球部においてはきらやかスタジアムで行われ、全校応援となる。この定期戦の山形南高での呼称は「南東定期戦」である。
- 新入生歓迎校内駅伝大会（4月下旬～5月上旬のいずれか）

馬見ヶ崎川の河川敷で行われる。午前は個人ロードレース大会を行い、午後はクラスより選抜されたメンバーによるクラス対抗駅伝大会が行われる。生徒はいずれか一方の大会のみに出場する。これに合わせ4月から大会前までは、体育の授業で長距離走の練習が行われる。
- 研修旅行（5月、無期限中止）

1年生が岩手方面に旅行する。山形東高には修学旅行がないため、これが実質の修学旅行となる。また、各部活の1年生が先輩へのお土産に小岩井農場でチーズケーキを買うという慣習がある。なお、東日本大震災により平成23年度より無期限中止となっている。代わりに平成25年度から、2年次に首都圏研修を実施されている。
- 音楽鑑賞教室（5～7月のいずれか）

山形東高講堂もしくは山形市内コンサートホールにおいて開催されるクラシックコンサートである。
- クラスマッチ（6月～7月）

ソフトボール・卓球・バスケットボール・サッカー・バレーボールの球技の他、綱引きと剛健ジャンプ（長縄跳び）の種目を、学校敷地内で行う行事のことである。また、過去には女子のみが出場できるレディースマッチというリーグがあり、各球技種目の他、ドッジボールが行われていたが、現在はない。球技では、その種目に該当する部活の生徒は出場できない（ソフトに野球部、バスケにバスケ部など）ただし1年生に限り、１人だけの出場が認められる。
- 体育祭（6月～7月）

あかねヶ丘陸上競技場で行われる陸上競技大会のことである。騎馬戦などのフィールド競技や、障害物競走などの競技も行われる。なお、クラスマッチと体育祭は、前者が3日間、後者が1日間の連続4日間開催される。
- 甲子園予選全校応援（7月）

野球部の甲子園出場を目指し、全校生徒が県予選大会の試合を応援する。実質、3年生は部活を引退し（野球部3年部員、上位大会に進んだ体育部3年部員、文化部3年部員及び応援団・チアリーダー3年メンバーを除く）受験期に入っているため、1、2年生は全員参加が原則であるが、3年生は有志による参加となる。
- 首都圏研修（7月～8月）

2年次に行われる。職業についての理解や、社会的・職業的自立意識の醸成に必要となる態度・能力の育成を目的としている。平成25年度より開始され、平成30年度より有志による参加となった。基本的に東京都及び神奈川県の企業研修を行う。OBの方の話を聞くことのできる場合もある。希望を出せば東京大学のオープンキャンパスに行くことも可能である。
- 山東祭（8月〜9月）

2日間半開催される。山形西高・山形南高・山形北高も同じ日程で文化祭を開催しており、4校合同企画も行われる（年度によって4校合同とならず、2校や3校合同となる場合もある）。1日目の金曜日は午前に短縮授業を行う。その後、午後より山東祭が開催される。1日目「前夜祭」2日目「文化部発表」3日目「文化部発表」「後夜祭」という全校生徒参加による行事が山形東高講堂にて行われる。一般への公開は2～3日目のみで、生徒による模擬店出店、アトラクション、演劇発表、カラオケ大会、ライブコンサートや映画上映会やフードファイトなどが行われる。これらにおいて、「前日祭」「後夜祭」「文化部発表」は一般公開ではない。
後期
- 遠足（10月）

受験を控えている3年生の合格祈願を行う行事で、3年生のみが参加する。羽黒山（山形県鶴岡市）登山を行い、頂上にある出羽三山神社にて合格祈願を行う。往路は、山のふもとから石段を歩いて登り、復路はバスにより下山する。
- 1日総合大学（10月）

3年生の遠足の日に、1・2年生が参加する総合学習のことである。外部講師を招いて山形東高内で講義を行ったり、裁判所、大学、研究所等の施設を訪れ実地研修などを行う。
- 創立記念式典（10月29日）

創立記念日に開催される行事。創立記念式典と、外部の識者による記念講演会の2部構成で開催。例年、山形東高講堂にて開催されるが、10年単位の節目の年には、山形県県民会館で開催される。
- 峠の力餅集会（11月）

受験期で最も苦しい時期に差し掛かっている3年生を応援するために行われる行事。3年生が参加する。配られる餅が「峠の力餅」と呼ばれることから行事名となっている。
- 演劇鑑賞教室（11月）

山形県県民会館で行われる。この演劇鑑賞教室は、山形県村山地区の全高等学校が参加する。
- アメリカ研修（12月）

平成27年度より開始。1年次の希望者30人程度を対象に行われる。ボストンで他国の留学生とともに英語のレッスンを受け、異文化交流を深める。また、ハーバード大学やマサチューセッツ工科大学(MIT)への訪問も含まれる。ホームステイ形式。2020年からは主に国際探究科がシンガポールにて研究発表を行う形式となった。
- 大学入学共通テスト・私立大学受験出陣式（1月）

大学入学共通テスト前日に行われる。大学受験の第一関門である大学入学共通テストにおける高得点獲得を祈願する。
- 予餞会（2月）

卒業を控えた3年生のために、1・2年生が主催して行う行事。近年はインフルエンザなどの感染症による大学受験への影響を考慮し、2015年度を最後に行われていない。

## 生徒会機関
- 常任委員会
- 生活委員会
- HR委員会
（ホームルーム委員会）
- 保健委員会
- 図書委員会
- 放送委員会
- クラスマッチ委員会
- 応援団幹部会
- 応援団補助委員会
- 部長会
- 選挙管理委員会
- 山東祭実行委員会

## 部活動
体育部
- 柔道部（男女）
- 剣道部（男女）バレーボール部（男子のみ）
- バスケットボール部（男子のみ）
- 野球部[注釈 5]（男子のみ）
- 山岳部（男女）
- 陸上競技部（男女）
- 卓球部（男女）
- ソフトテニス部（男女）
- テニス部（男女）
- 水泳部（男女）
- バドミントン部（男女）
- サッカー部[注釈 6]（男子のみ）
- フェンシング部（男女）
- 弓道部（男女）
- 男子ハンドボール部
- 女子ハンドボール部
- 応援団（チアリーダーを含む[注釈 7]）

文化部
- 演劇部
- 文芸部
- 音楽部
- 美術部
- 書道部
- 写真部
- マンドリン部
- JRC部
- 囲碁将棋部
- 吹奏楽部
- 家庭科部
- 放送部
- 探究部（ 地域国際班、理数班・数学部門、理数班・科学部門 ）

## 交通アクセス
- JR東日本 北山形駅（奥羽本線（山形線）、左沢線、仙山線）より徒歩約25分
- JR東日本 山形駅（山形新幹線、奥羽本線（山形線））より徒歩約35分
- 山交バス「新築西通り」「遊学館前」停留所より徒歩3分
- 山交バス「山形市役所前」停留所より徒歩約10分

## 日商簿記甲子園
- 2024年度、第1回全国高等学校日商簿記選手権大会（日商簿記甲子園）開催（日本商工会議所日商簿記検定施行70周年記念事業）の参加校である。

## 著名な出身者
あ
- 安達峰一郎 （外交官、国際法学者、第4代常設国際司法裁判所所長）
- 阿部次郎 （哲学者）
- 飯野正光（東京大学名誉教授、日本薬理学会理事長、日本医学会副会長）
- 石澤靖治 （学習院女子大学学長、ジャーナリスト）
- 板垣信幸 （NHK解説委員室解説主幹）
- 梅津順一（第14代青山学院院長）
- 遠藤利明（東京オリンピック・パラリンピック担当大臣〈第3次安倍内閣・第3次安倍第1次改造内閣〉、衆議院議員、第60代自由民主党総務会長、第9代自由民主党選挙対策委員長）
- 大石邦彦（CBCテレビアナウンサー）
- 太田政弘（第30代警視総監、第14代台湾総督）
- 大場茂馬（刑法学者）
- 尾形源治（柔道家）
- 小川糸（小説家、作詞家）
- 小川徳男（トヨタ輸送社長、日本陸送協会会長、ペンシルバニア大学名誉博士）
- 奥山清行（工業デザイナー）

か
- 笠原千尋（女優）
- 加藤典洋（早稲田大学教授、文芸評論家）
- 叶内紀雄（殖産銀行頭取）
- 叶内文子（フリーアナウンサー）
- 菊池大二郎（衆議院議員）
- 城戸川りょう（小説家）
- 高山岩男（哲学者）
- 上月正博（山形県立保健医療大学理事長、同学長、東北大学名誉教授）
- 後藤ひろひと（俳優、脚本家）
- 近藤洋介[5] （米沢市長、衆議院議員）

さ
- 齋藤弘（公選第16代山形県知事）
- 齋藤雅一（防衛省大臣官房公文書監理官）
- 斎藤保（IHI相談役、同代表取締役会長、同代表取締役社長、沖電気工業取締役）
- 佐久間聡一（ヴァイオリニスト）
- 佐藤佳（東京大学医科学研究所教授、日本学術振興会賞）
- 佐藤由菜（KBS京都アナウンサー）
- 里木佐甫良（俳優）
- 柴田徹（NHK山形放送局アナウンサー）
- 庄司中（山形県大石田町長、いげたや庄司醸造社長）
- 神保光太郎（詩人、独文学者）
- 須藤満（ベーシスト、T-SQUAREのメンバー）
- 相馬健一（山形新聞社社長）

た
- 高木市之助（国文学者）
- 高橋和雄（公選第13-15代山形県知事）
- 高橋秀樹（放送作家）
- 高橋秀幸（歌手）
- 田中真美（東北大学教授、日本学術会議会員）
- 田中萌（テレビ朝日アナウンサー）
- 土田正剛（東根市長）
- 土屋泰則（日本テレビプロデューサー）
- 土居健太郎（環境省水・大気環境局長、環境省環境再生・資源循環局長）[6]
- 土井武夫（航空機設計者）
- 東海林周太郎（バスケットボール選手）

な
- 内藤雄（海軍大佐、連合艦隊航空参謀）
- 長岡弘樹（作家、日本推理作家協会賞）
- 新関良三（独文学者、文化功労者）
- 丹羽厚悦（山形銀行顧問、同頭取）

は
- 長谷川公一（尚絅学院大学特任教授、東北大学名誉教授、社会学者）
- 長谷川吉茂（山形銀行頭取）
- 服部公一（作曲家）
- ばばこういち[7]（ジャーナリスト）
- 原田宏哉 （東北電力特別顧問、同社長）
- 日野雅夫（山形県副知事、東北公益文科大学理事長）
- 平塚広義 （東京府知事）
- 深水黎一郎（作家、日本推理作家協会賞）
- 降矢敬義（参議院議員、自治事務次官）
- 星川清司（作家）
- 星川保松（民主改革連合代表、参議院議員、尾花沢市長）
- 細谷知行（山形県副知事、山形県住宅供給公社理事長、山形県道路公社理事長、山形県スポーツ振興21世紀協会理事長）

ま
- 松永直子（静岡放送アナウンサー）
- 三浦新（山形銀行頭取、同会長）
- 三浦新七（経済学者、東京商科大学学長）
- 三上ちさ子（fra-foa）
- 三矢重松（国語学者）
- 峯田義郎（東北芸術工科大学教授）
- 無着成恭（教育者、評論家）

や
- 山内志朗（慶應義塾大学教授、哲学者）
- 山口靖（農林水産省農産局長、農林水産省大臣官房総括審議官、農林水産省大臣官房輸出促進審議官）[8]
- 鑓水洋（国税庁次長）
- 結城章夫（山形大学学長、第3代文部科学事務次官）
- 結城豊太郎（第37代大蔵大臣、第10代拓務大臣、貴族院議員、第15代日本銀行総裁）
- 吉田司（ノンフィクション作家）